# 東都水産
東都水産株式会社(とうとすいさん、英: TOHTO SUISAN CO.,LTD)は、東京都江東区豊洲の豊洲市場内に本社を置く水産物卸売会社である。

## 沿革
東都水産株式会社は、昭和10年に築地市場開設時に創設された東京魚市場株式会社を前身とする。この東京魚市場株式会社は戦時中、統制会社令により統制会社となった。また、戦後には統制会社令の廃止にともない、東京水産物株式会社へと名称変更を行った。その後、この東京水産物株式会社は一旦は旧魚類統制会社として閉鎖機関へと指定をされたが、公共性のある業務としての重要性を認められ農林省より再編成の示達が行われた。これにより、昭和23年3月に、東京水産物株式会社の業務及び役職員を継承した東都水産株式会社が設立された（初代社長は田口達三）。設立時の資本金は7百万円であった。

### 年譜
- 1935年（昭和10年）2月  - 築地市場開場
  - 同年6月 - 東京魚市場株式会社設立。
- 1948年（昭和23年）3月 - 東都水産株式会社設立。
  - 同年4月 - 鮮魚介及び加工水産物の荷受機関として業務開始。
- 1950年（昭和25年）4月 - 水産物統制の撤廃に伴い、水産物卸売人としての許可を受ける。
- 1954年（昭和29年）3月 - 東京冷凍工場竣工。
- 1955年（昭和30年）10月 - 東京証券取引所において株式公開（店頭売買）
- 1956年（昭和31年）9月 - 東京証券取引所において株式上場
- 1966年（昭和41年）10月 - 資本金を10億円に増資。
- 1968年（昭和43年）10月 - （株）埼玉県水産物卸売市場設立
- 1969年（昭和44年）6月 - （株）埼玉県魚市場設立。
- 1973年（昭和48年）8月 - 千葉魚類（株）と資本提携。
- 1978年（昭和53年）3月 - 資本金を16億円に増資。
  - 同年6月 - AERO TRADING CO., LTD.設立。
- 1979年（昭和54年）4月 - 時価発行・増資により資本金16億8,000万円となる。
- 1986年（昭和61年）3月 - 増資、資本金23億7,600 万円となる。
- 1990年（平成2年）5月 - SUNNY VIEW ENTERPRISE LTD.設立。
- 2002年（平成14年）4月 - （株）埼玉県水産物卸売市場、（株）埼玉県魚市場、統合
- 2007年（平成19年）11月 - 東水フーズ（株）設立（平成30年3月31日解散）
- 2018年（平成30年）3月 - （株）埼玉県魚市場新物流センター竣工
  - 同年10月 - 豊洲市場開場に伴い本社移転。
- 2020年（令和2年）12月 - 株式会社麻生が子会社を通じて株式公開買付けを実施し、議決権所有割合ベースで36.53%の株式を取得[4][5]。
- 2025年（令和7年）3月 - 株式会社麻生が子会社を通じて株式公開買付けを実施し、議決権所有割合ベースで持株比率を66.89%とし親会社となる[6]。
  - 同年6月 - 東京証券取引所スタンダード市場上場廃止。株式併合により株式会社麻生の子会社である合同会社麻生東水ホールディングスの完全子会社となる[1]。

## 関係会社
- 株式会社埼玉県魚市場（さいたま市北区）
- 千葉魚類株式会社（千葉市美浜区・千葉市地方卸売市場）
- 釧路東水冷凍株式会社（北海道釧路市）
- AERO TRADING CO．，LTD.（カナダ・バンクーバー市）
- SUNNY VIEW ENTERPRISE LTD.（カナダ・バンクーバー市）
- 豊海東都水産冷蔵株式会社（東京都中央区豊海町）

## 役員から伝達を受けた者らによる内部者取引
2022年（令和4年）12月1日、証券取引等監視委員会は東都水産株式会社株券にかかる内部者取引があったとして金融商品取引法違反（内部者取引、情報伝達）の疑いで犯則嫌疑法人・三印三浦水産株式会社と同社代表取締役専務である犯則嫌疑者Aを函館地方検察庁に告発した。嫌疑者Aは当時東都水産株式会社の社外取締役を兼務しており、令和2年9月上旬頃から同月中旬頃までの間、その職務に関し、東都水産の役員らがその職務に関し合同会社ＡＳＴＳホールディングス（現・麻生東水ホールディングス）からの伝達により知った、同社の業務執行を決定する機関が東都水産の株券の公開買付けを行うことについての決定をした旨の公開買付けの実施に関する事実を知り証券会社を通じ8000株を買い付けたほか、知人にこの内容を伝達し、伝達された知人も情報の公表前に株式500株を買い付けたとするものである。本件の告発を受け東都水産は翌12月2日に関係当局による捜査に全面的に協力する旨の声明を発表した。
さらに2023年（令和5年）6月27日、同委員会は本事案に関し内閣総理大臣および金融庁長官に対して金融庁設置法第２０条第１項の規定に基づいて、嫌疑者Aから公開買い付けの実施に関する事実の情報伝達を受けた知人（第一次情報受領者）に対する課徴金納付命令を発出するよう勧告した。